# Alonso Fernández de Córdoba y Herrera
Alfonso Fernández de Córdoba y Herrera (1447-Sierra Bermeja, 16 de marzo de 1501), más conocido como Alonso de Aguilar, fue VI señor de Aguilar y Priego, alcalde mayor de Córdoba y Antequera, además de ser nombrado virrey de Andalucía por el infante Alfonso de Castilla. Fue hermano mayor del Gran Capitán. Falleció en un ataque durante la rebelión de las Alpujarras (1499-1501).

## Biografía
Alonso fue primogénito de Pedro Fernández de Córdoba y Elvira de Herrera, a su vez hija de Pedro Núñez, señor de Pedraza. Probablemente trascurrió su infancia en la zona que actualmente ocupa la casa del Bailío y el convento de los Dolores, ocupándose de su educación Diego de Cárcamo.
El 18 de febrero de 1455 falleció el padre del joven Alonso y heredó las tierras de la Casa de Aguilar. La madre, Elvira, recibió la herencia de sus casas en el barrio de San Nicolás de la Villa, y, aunque seleccionó a Ruy Fernández de Peñalosa para que tomara posesión de las villas de Aguilar, Priego, Cañete, Castillo Anzur, Monturque y Barcas, el mismo Alonso de 8 años de edad decidió tomar posesión directa de Montilla y de su castillo el 2 de mayo del mismo año.

### Guerra civil castellana

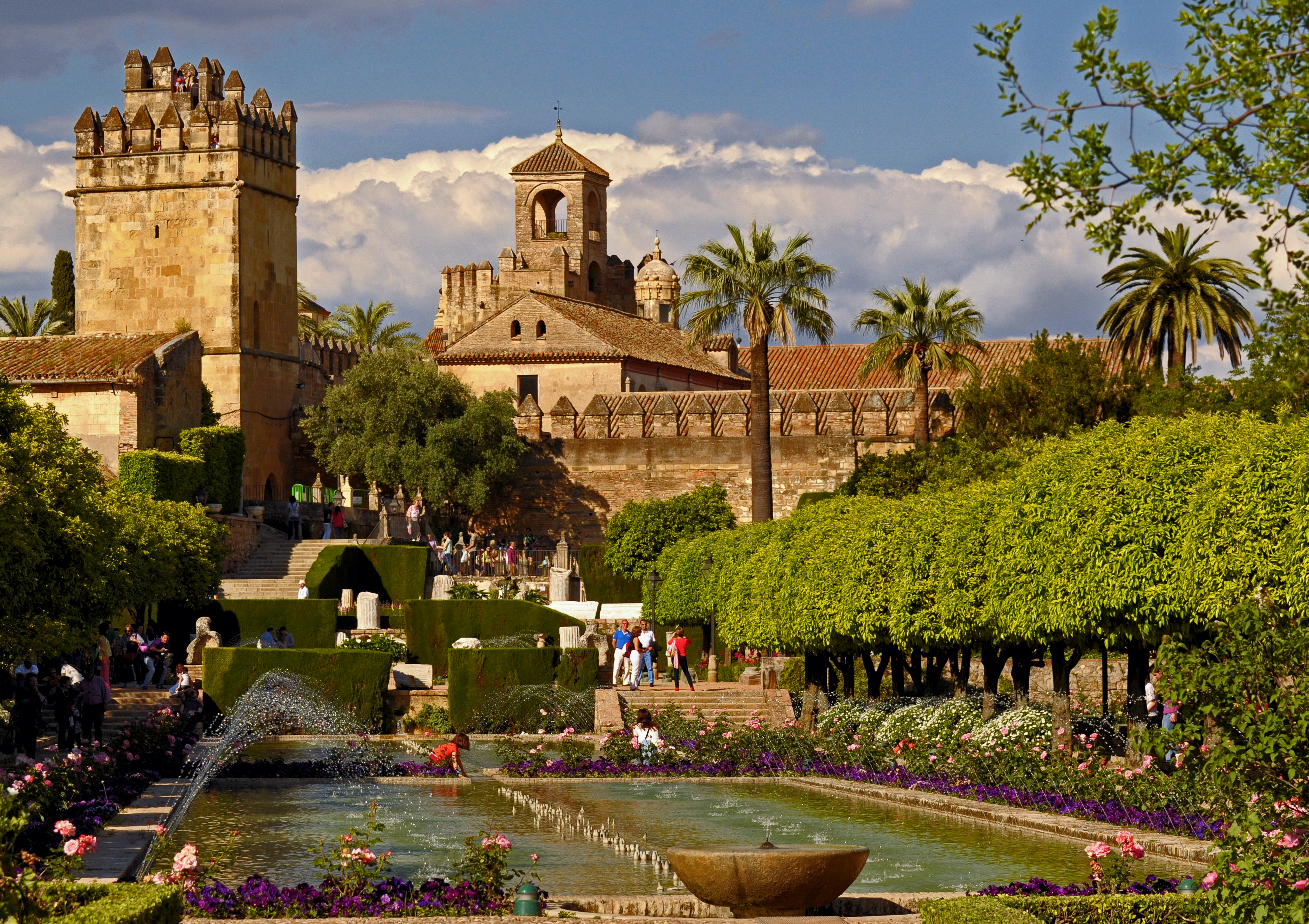
Alonso se rebeló contra el rey Enrique IV y a favor de su medio hermano el infante Alfonso de Castilla en el Alcázar de Córdoba en 1465.

El 17 de mayo de 1464 recibió del rey Enrique IV de Castilla la confirmación de la alcaldía mayor de Córdoba, cargo que también había desempeñado su padre. En esos mismos momentos, el marqués de Villena, Juan Pacheco, y su hermano Pedro Girón, preparaban al infante Alfonso de Castilla para reemplazar al rey Enrique IV por su medio hermano. Parece que Alonso de Aguilar vio una ventaja en esta rebelión, ya que, según las fuentes, «En 15 de febrero de 1465 se alzó Don Alfonso de Aguilar con el alcázar de Córdova y con otras muchas fortalezas de la dicha ciudad, y no se sabía porqué». Sus acciones no tardarían en ser reveladas, puesto que en mayo Alonso expulsó a su rival el conde de Cabra y a todos los vecinos partidarios del rey, y se declaró a favor del infante Alfonso con la ayuda del alcaide de los Donceles y otros miembros de la nobleza.
A partir de mayo de 1465 el conflicto entre los bandos de Aguilar (rebeldes) y Cabra (realistas) formaba parte de la guerra civil en toda Castilla. Las luchas continuaron hasta noviembre de 1467, cuando Alonso firmó una tregua con el conde de Cabra, que prácticamente duró hasta el fallecimiento del infante Alfonso de Castilla el 5 de julio de 1468. Los rebeldes, lejos de terminar la contienda, declararon su favor por la futura Isabel la Católica, aunque el pacto de los Toros de Guisando el 19 de septiembre de 1468 entre Isabel y su medio hermano el rey Enrique IV dieron por concluida la contienda. El rey Enrique IV llegó a Córdoba el 30 de mayo de 1469, procurando una reconciliación entre el conde de Cabra y Alonso de Aguilar, que todavía gobernaba la ciudad y rendió pleitesía al monarca.

### Matanza antijudía de 1473

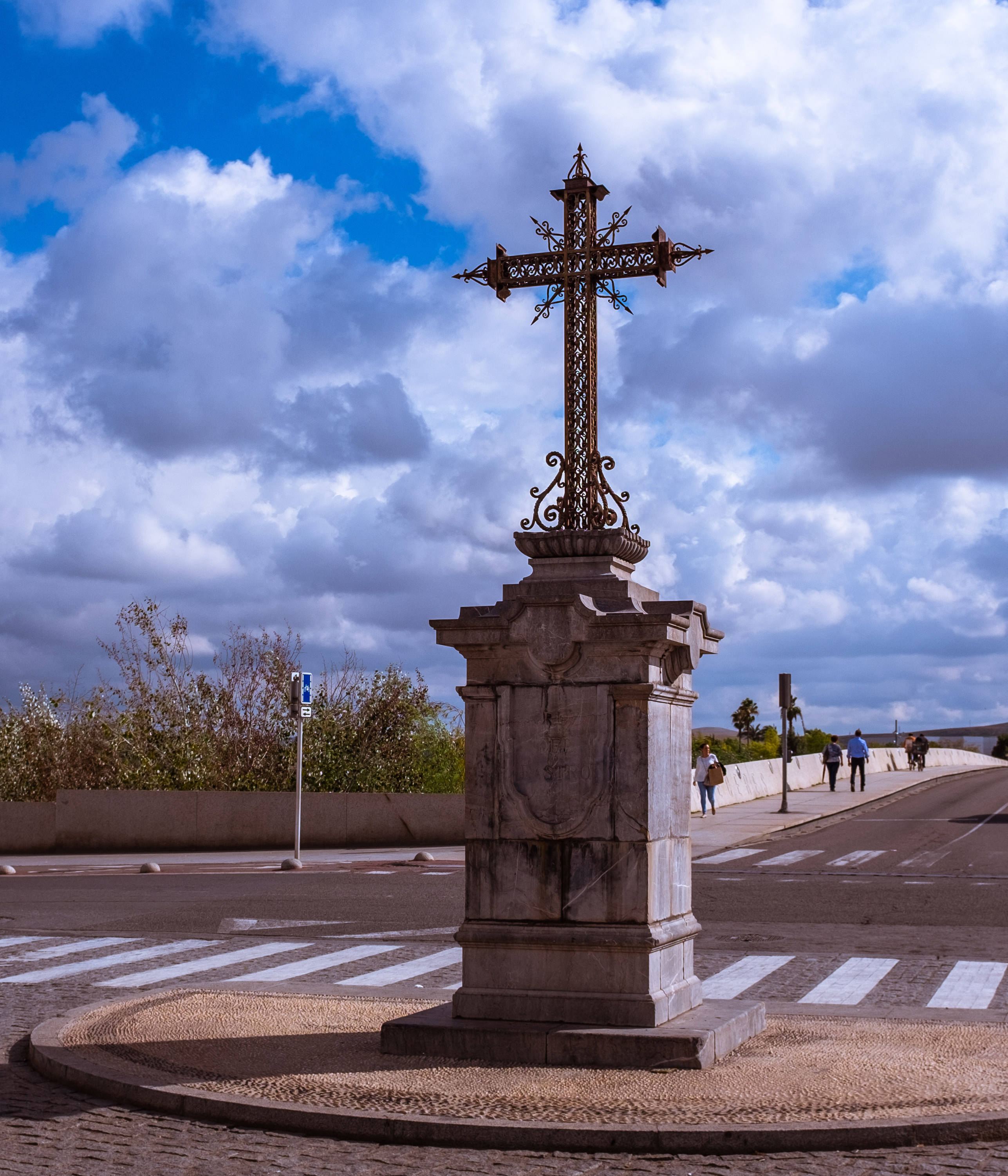
Alonso de Aguilar fue uno de los protagonistas de la matanza antijudía de 1473, conocida como matanza de la Cruz del Rastro.

Durante el Jueves Santo de 1473, cuando la Virgen de la Hermandad de la Caridad recorría las calles de la ciudad en procesión con un gran número de fieles divididos en dos filas, donde también se encontraban los dos cabildos, el civil y el religioso, y se iban tirando flores al paso de la imagen. Cuando la Virgen se disponía a salir de la calle San Fernando, supuestamente una joven lanzó desde su balcón un cuenco con aguas fecales y llegó hasta el manto de la Virgen.
Alonso Rodríguez, un herrero del barrio de San Lorenzo, indicó que la casa desde donde se había lanzado pertenecía a judíos y propició un ataque feroz a todos los judíos y conversos de la ciudad. Esta matanza intentó ser parada por Pedro de Torreblanca, quien, sin embargo, recibió una herida por su oposición al ataque. La situación fue tan grave que la matanza continuó durante tres días, llegando a un gran número de muertos y de casas incendiadas. En este momento tuvo que interceder Alonso de Aguilar, quien asesinó al herrero con una lanza tras negarse a parar la masacre.
Los amotinados se refugiaron en el compás de la iglesia de San Francisco y recogieron el cadáver del herrero tras la retirada del capitán. Alonso de Aguilar penetró en los barrios de Santa Marina y San Lorenzo, aunque finalmente tuvo que refugiarse en el Alcázar de los Reyes Cristianos protegiendo a algunos judíos. Viendo que el conflicto no terminaría, el capitán decidió trasladar a los judíos a la antigua judería, o incluso algunos acabaron en Aguilar de la Frontera en viviendas que él mismo proporcionó, y perdonó a los amotinados. Para conmemorar esta matanza se instaló la denominada Cruz del Rastro.

### Guerra de sucesión castellana
A pesar de que Isabel I se había autoproclamado reina en Segovia en diciembre de 1474, su sobrina Juana la Beltraneja demandaba el trono castellano, iniciando la guerra de sucesión castellana (1475-1479). El arzobispo Carillo de Toledo, amigo de los Pachecho y enemigo de Isabel, envió un representante a Andalucía para conocer de qué bando se encontraban nobles y clérigos. A pesar de que Alonso de Aguilar dio su promesa verbal a favor de Juana y su marido el rey Alfonso V de Portugal, no se hallaron escritos ni hechos. A pesar de que Alonso se mantuvo muy ambiguo durante esta contienda, Isabel no dejó de enviarle mercedes, incluso algunas fuentes indican que «las relaciones entre el señor de Aguilar y los reyes en el año 1477 indicaban que existía entre ellos una cordial avenencia». El 10 de marzo de este año le concedieron 100.000 maravedíes de acostamiento para ayudarles con sus tropas en la guerra de sucesión.

Alonso participó en la Guerra de Granada (1482-1492) y también en la rebelión de las Alpujarras (1499-1501), perdiendo la vida en Sierra Bermeja.

Sin embargo, el 4 de octubre, los reyes enviaron desde Sevilla una real cédula en la que instaban a Alonso de Aguilar a entregar el alcázar de Córdoba y la torre de la Calahorra a su acemilero Pedro del Castillo. Alonso cumplió el mandato. Alonso tuvo que firmar en agosto de 1478 un compromiso para terminar su conflicto con la Casa de Cabra y conseguir la liberación de su hermano Gonzalo, el Gran Capitán, que estaba encerrado en el castillo de Cabra en manos del conde.
Finalmente, el 29 de septiembre de 1478 los reyes entraron en Córdoba y «procedieron a un reajuste de poderes, quitando buena parte de los que tenía a Don Alonso». Aunque continuó llevando el título de alcalde de Córdoba, sus poderes fueron transferidos.

### Guerra de Granada y rebelión de las Alpujarras
Aunque su hermano el Gran Capitán destacó enormemente en la Guerra de Granada, Alonso también participó en el sitio de Loja en 1482, en La Axarquía de Málaga en 1483 donde casi fallece, en la campaña de Loja y de la Vega de Granada en 1486 y en la conquista de Baza en 1489. De este modo, Alonso consiguió recuperar buena parte de la fortuna que había amasado como político anteriormente, además de terrenos en el antiguo reino nazarí como Armuña, Lúcar, Sierro y Suflí.
Finalmente, durante la rebelión de las Alpujarras (1499-1501), Alonso se dirigió a Sierra Bermeja con un ejército para sofocar esta rebelión. El 16 de marzo de 1501, las tropas del ejército atacaron a los rebeldes, no obstante, esta acometida se encontró con un feroz contraataque que sorprendió a las tropas castellanas inmersas en el pillaje. El resultado fue una catástrofe para el ejército católico; el propio Aguilar así como el famoso capitán general de artillería Francisco Ramírez de Madrid murieron en batalla y el ejército fue casi aniquilado.

## Vida privada
A pesar de que Alfonso estuvo comprometido con Francisca Carrillo de Córdoba, una de las hijas del conde de Cabra, probablemente esta relación se interrumpió por la enemistad con el conde, y con ello terminó la posibilidad de unir las casas de los Fernández de Córdoba. En 1476 Alonso contrajo matrimonio a los 29 años con Catalina Pacheco, hija de Juan Pacheco, con quien tuvo seis hijos: Pedro, futuro I marqués de Priego, Francisco, señor de Armuña, Elvira y María, ambas religiosas, y Luisa.